# 28 (アルバム)
『28』（トゥエンティエイト）はDIMENSIONのアルバム。2015年10月14日にZAIN RECORDSから発売。

## 批評
CDジャーナルは「ブ厚いサウンドや緻密なアレンジ、ロックなフィーリングなど、DIMENTIONしか出せない音をそのまま詰め込んだ内容に。T-SQUAREの坂東慧と元メンバーの則竹裕之ら、鉄壁のリズム隊も参加し、最新系のフュージョンをプレゼンテーションしている」と評した。

## 収録曲
1. Brightness Of The Morning Sun
2. Seven Movements
3. Somber Corners
4. No Time This Time
5. Other Side Of The Sky
6. Precious
7. Red Shoes
8. Gotta Find A Way
9. Hold On
10. Nightfall In Savanna

## スタッフ・クレジット

### 参加ミュージシャン
DIMENSION :
増崎孝司 - エレクトリックギター
小野塚晃 - キーボード、ピアノ、プログラミング
勝田一樹 - サックス
サポート・ミュージシャン:
- 則竹裕之 - ドラム[3]
- 坂東慧（T-SQUARE） - ドラム[3]
- 須藤満 - ベース
- 川崎哲平 - ベース
- 二家本亮介 - ベース